# Ekstervliegenvanger
De ekstervliegenvanger (Ficedula westermanni) is een vogelsoort uit de familie van de vliegenvangers (Muscicapidae). Het is een vogel die broedt van de Himalaya tot in de Indische Archipel. De soort is genoemd naar Gerardus Frederik Westerman, een van de oprichters en eerste directeur van Artis.

## Kenmerken
De ekstervliegenvanger is een klein soort vliegenvanger (11 cm), met een kort staartje. Opvallend bij het mannetje is vooral de duidelijke, brede, witte wenkbrauwstreep en de witte vleugelstreep. De vogel is verder van boven zwart en van onder wit. Het vrouwtje is onopvallend grijs, maar valt op daar haar formaat en ze heeft een lichtbruine stuiten een zwarte snavel. De vogel is betrekkelijk gemakkelijk te observeren omdat hij de gewoonte heeft lang stil te zitten op een opvallende tak in het bos.

## Verspreiding en leefgebied
De ekstervliegenvanger in broedt in het noorden van het Indische Subcontinent en Zuidoost-Azië van Bhutan, Nepal en Bangladesh tot in Indochina (Cambodja, Laos, Vietnam, Thailand en Myanmar) en op de Grote Soenda-eilanden en de Filipijnen. Het leefgebied bestaat uit montaan regenbos boven de 900 m boven de zeespiegel, waar de vogel zich ophoudt in de ondergroei.
De soort telt 8 ondersoorten:
- F. w. collini: de westelijke en centrale Himalaya.
- F. w. australorientis: van de oostelijke Himalaya tot het zuidelijke deel van Centraal-China, noordelijk Indochina, Thailand en Myanmar.
- F. w. langbianis: zuidelijk Laos en het zuidelijke deel van Centraal-Vietnam.
- F. w. westermanni: Malakka, noordelijk Sumatra, Borneo, Mindanao, Celebes (behalve het zuiden) en de Molukken.
- F. w. rabori: de noordelijke en centrale Filipijnen.
- F. w. palawanensis: de westelijke Filipijnen.
- F. w. hasselti: zuidelijk Sumatra, Java, Bali, zuidelijk Celebes en de westelijke en centrale Kleine Soenda-eilanden.
- F. w. mayri: de oostelijke Kleine Soenda-eilanden.

## Status
De ekstervliegenvanger heeft een groot verspreidingsgebied en daardoor alleen al is de kans op uitsterven uiterst gering. De grootte van de populatie is niet gekwantificeerd. De vogel is trekvogel in het noorden van zijn verspreidingsgebied en niet zo algemeen. Op het schiereiland Malakka en op Borneo is het een algemeen voorkomende vogel. Door ontbossing en versnippering van het leefgebied gaat de ekstervliegenvanger in aantal achteruit. Echter, het tempo ligt onder de 30% in tien jaar (minder dan 3,5% per jaar). Om deze redenen staat deze vliegenvanger als niet bedreigd op de Rode Lijst van de IUCN.